# 小栗久次
小栗 久次 （おぐり ひさつぐ、天文19年（1550年） - 寛永5年2月6日（1628年3月11日））は、戦国時代から江戸時代にかけての人物。徳川家の家臣であり、終生徳川家康に鷹匠として仕えた。通称は忠蔵、忠左衛門。別名は正忠。参謀本部の「日本戦史 三方原役」では「久政」とされている。

## 略歴
三河国青野の出身で、永禄9年（1566年）より家康に仕える。家康の鷹狩の際、召出され、鷹匠や鳥見役を任された。三方ヶ原の戦いでは敗走する家康に徒歩でお供し、その最中に大久保忠隣が馬を失い、久次が敵から馬を奪った際に、家康の命により忠隣にその馬を与えて助け、自らは徒歩で浜松まで辿り着き、黄金十両を賜った。
小牧・長久手の戦い、関ヶ原の戦いにも参戦した。下総国葛飾郡・千葉郡・近江国伊香郡で1170石を知行し、後に相模国大住郡・下総国葛飾郡で700石を加増され、1870石を領した。子孫は5代に渡り鷹匠頭を世襲した。
天正19年（1591年）には久次、安藤直次らを大将とする鷹飼衆150人が忍で鷹狩の訓練を行い松平家忠から反物や皿が送られている。何の罪かは分かっていないが慶長19年（1614年）に天海は久次の助命を嘆願し、久次は許されている。
墓所は四谷舟町の西迎寺で、小村家先祖代々となっている同墓石には子孫で金奉行を務めた小栗満辰も葬られている。

## 系譜
- 父 - 小栗正久
- 母 - 堀平右衛門の娘
- 弟 - 小栗正勝 忍城の城番を務める
- 妻 - 戸田直次の娘
- 長男 - 小栗政次 徳川家光の鷹師頭
- 次男 - 小栗久俊
- 三男 - 小栗久成
- 娘 - 渡辺宗綱の妻
- 娘 - 市岡正次の妻